# Ibiúna

Ibiúna este un oraș în São Paulo (SP), Brazilia.